# Шандрюк Олександр Іванович
Шандрюк Олександр Іванович (народився 11 березня 1953 року в місті Запоріжжя, помер 22 червня 2012 р. в м. Києві, похований на Байковому кладовищі) — український політик.
Батько Іван Феодосійович (1923—1984) — інженер-металург; мати Ніна Іванівна (1927) — вчит. хімії, пенс.; дружина Наталя Андріївна (1951) — інженер-економіст, керівник відділу бухгалтерії АКБ «Національні інвестиції»; син Максим (1978) — старший інженер АКБ «Укрпромбанк».
Освіта: Київський інститут народного господарства, планово-економічний факультет (1970—1974), економіст.
Кандидат економічних наук (1989). Дисертація «Варіантне прогнозування процесу управління НТП».
Народний депутат України 2-го склик. з 04.1994 (2-й тур) до 04.1998.

## Біографія
- 08.1974-01.1980 — інженер, ст. інженер відділів АСУ і техніко-ек. обґрунтувань, Київський інститут автоматики.
- 01.1980-01.1982 — с.н.п. відділу техніко-ек. обґрунтувань, НВО «Аналітприлад», м. Київ.
- 01.1982-02.1984 — с.н.п. відділу госпрозрахункових робіт, Київський політехнічний інститут.
- 02.1984-11.1985 — пров. інженер Головного управління науково-дослідних робіт, Міністерство вищої і середньої спеціальної освіти УРСР.
- 11.1985-01.1986 — аспірант, Центр досліджень науково-технічного потенціалу та історії науки Академії наук України.
- 01.-11.1986 — н.п. відділу прогнозування науково-технічного прогресу, Рада для вивчення продуктивних сил УРСР Академії наук України.
- 11.1986-07.1992 — н.п., с.н.п., Центр досліджень науково-технічного потенціалу та історії науки Академії наук України.
- 07.1992-12.1993 — 1-й секретар, радник з питань економіки, торгівлі, науки та технологій, Посольство України в Канаді.
- 12.1993-05.1994 — радник з економічних питань, Провід УРП.
- 12.2000-09.2005 — директор, науково-аналітичний центр "Проект-«Україна».

## Діяльність у Верховній Раді України
Вибраний по Шевченківському виб. окр. № 266, Львівська область, висунутий УРП. Член групи «Державність» (до 06.1996). На час виборів: Провід УРП, радник з економічних питань. Народний депутат України 2 скликання (1994—1998 рр.) Шандрюк Олександр Іванович [Архівовано 12 вересня 2017 у Wayback Machine.]

### Посади у Верховній Раді України
- Голова підкомітету з європейських зв'язків Комісії Верховної Ради України у закордонних справах і зв'язках з СНД
- член Тимчасової комісії для перевірки фактів діяльності посадових осіб та народних депутатів України, пов'язаних з виготовленням українських грошей
- член групи по зв'язках з Європарламентом
- член групи з міжпарламентських зв'язків з Турецькою Республікою
- член групи з міжпарламентських зв'язків з Індією

## Партійна діяльність
Член Української республіканської партії (05.1990-11.2000), чл. Ради (01.1994-11.2000), член Проводу (05.1994-11.2000), заст. голови (10.1995-06.98), заст. голови УРП — голова Львів. обл. орг. УРП (06.-10.1998), голова УРП (10.1998-11.2000).
Заступник голови ВГО «Громадський контроль» (з 06.2001). Заст. голови Політ. партії «Громадський контроль» (09.2001-06.2005).
Член Народного Союзу «Наша Україна» (з 10.2005); керівник відділу методичного забезпечення і навчання партійних кадрів Центр. виконкому НСНУ (з 09.2005); директор науково-аналіт. центру "Проект-«Україна» (з 12.2000).
Автор (співав.) праць: «УРП і творення економічних засад незалежності України» (1992), «Методичні рекомендації з контролю за бюджетним процесом на рівні місцевого самоврядування» (2001, співав.), «Типовий пакет регламентних документів партії нового типу (умовна назва — „Спільна справа — Res Publica“)» (2001, співав.), «Громадські слухання. Методичні рекомендації» (2002, співав.), «Модельний Статут територіальної громади» (2004, співав.) та ін.

## Джерело
- Довідка [Архівовано 4 березня 2016 у Wayback Machine.]